# Stewartskarv
Stewartskarv (Leucocarbo chalconotus) är en fågel i familjen skarvar inom ordningen sulfåglar som förekommer i Nya Zeeland.

## Utbredning och systematik
Stewartskarven förekommer i Nya Zeeland. Den delas in i två underarter med följande utbredning: 
- Leucocarbo chalconotus chalconotus – förekommer utmed Sydöns sydöstra kust
- Leucocarbo chalconotus stewarti – förekommer kring Stewartön och Foveauxsundet

Huruvida de två populationerna utgör skilda arter eller ej är omtvistat. Enligt genetiska och osteologiska studier från 2016 är nominatformen närmare besläktad med chathamskarv (L. onslowi). Troligen skildes populationerna åt under pleistocen när havsnivån var lägre, och först därefter koloniserades Chathamöarna av fåglar från Otago. Senare studier visar dock att de är mycket närbesläktade och vidare analyser kan leda till att chathamskarven istället inkluderas som en underart. Vissa inkluderar både foveuxskarven, otagoskarven och chathamskarven i arten vårtskarv.

### Släktestillhörighet
Arten placerades tidigare ofta i släktet Phalacrocorax. Efter genetiska studier som visar på att Phalacrocorax består av relativt gamla utvecklingslinjer har det delats upp i flera mindre, varvid otagoskarven med släktingar lyfts ut till släktet Leucocarbo.

### Skarvarnas släktskap
Skarvarnas taxonomi har varit omdiskuterad. Traditionellt har de placerats gruppen i ordningen pelikanfåglar (Pelecaniformes) men de har även placerats i ordningen storkfåglar (Ciconiiformes). Molekulära och morfologiska studier har dock visat att ordningen pelikanfåglar är parafyletisk. Därför har skarvarna flyttats till den nya ordningen sulfåglar (Suliformes) tillsammans med fregattfåglar, sulor och ormhalsfåglar.

## Utseende

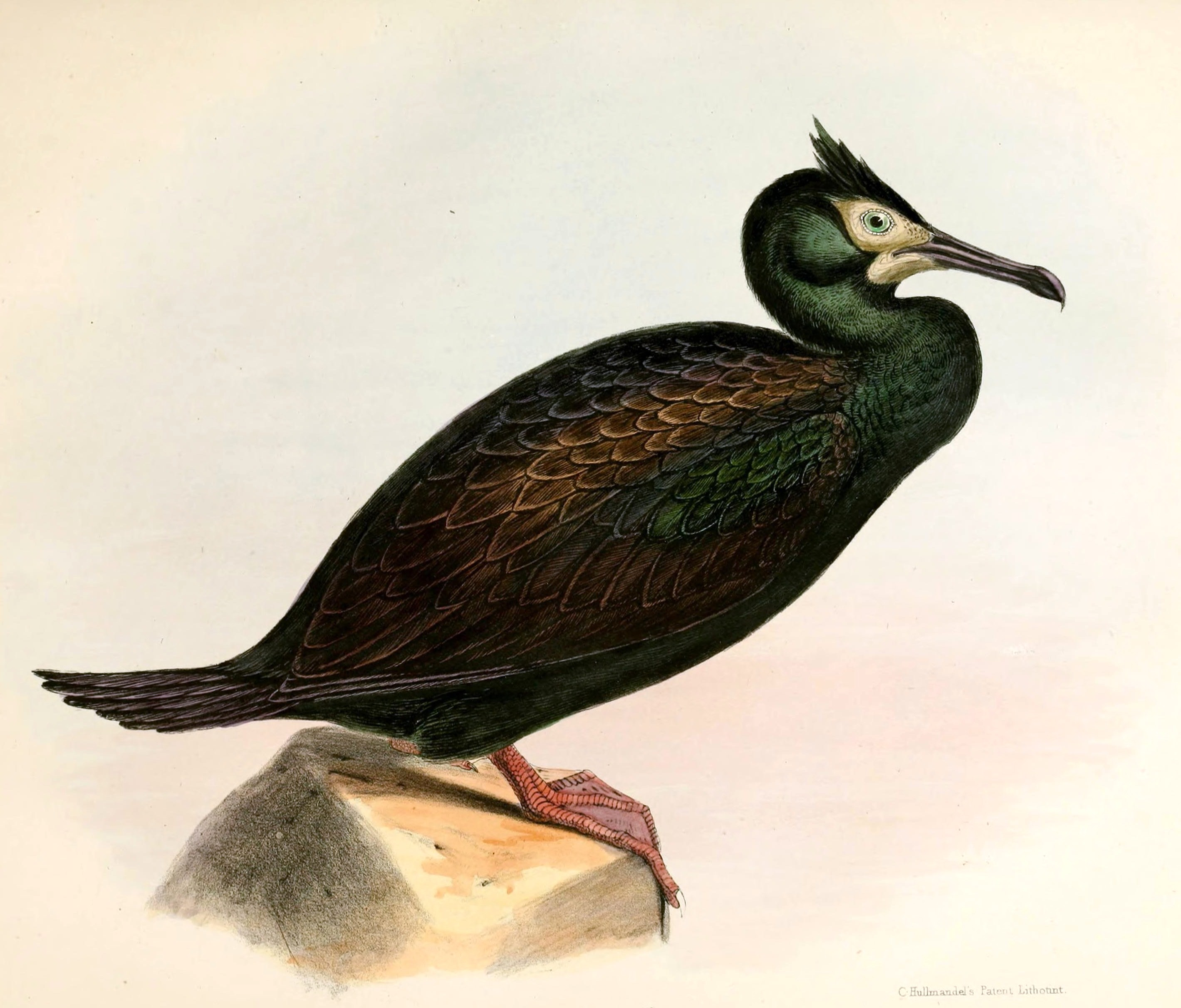
En målning från 1844 av Hullmandel som visar den mörka morfen av stewartskarv

Stewartskarven är en stor och kraftig fågel, cirka 70 centimeter lång och väger två till tre kilogram. Den har två olika fjäderdräkter, där en fjärdedel är svartvita och resten är genomgående mörka. Båda färgmorfer häckar fritt med varandra. Nominatformen skiljer sig från stewarti genom att vara något större och på detaljer i ansiktet under häckningstid, där stewarti saknar nominatformens små orangefärgade flikar vid näbbasen.

## Levnadssätt
Stewartskarv häckar i väl synliga kolonier som de återvänder till år efter år. Häckning sker från maj till september i skålformade bon uppbyggda av organiskt material och guano. De födosöker i kustnära områden i grunt vatten på mindre än 30 meters djup och ses endast mycket sällan ute till havs.

## Status och hot
Internationella naturvårdsunionen IUCN ger arten hotstatusen sårbar (VU). Arkeologiska studier visar att arten tidigare förekom utmed hela Sydöns östra kust, ända upp till Marlborough, men efter att människan kom till ön minskade populationen med 99 % inom hundra år. Idag återstår färre än 2500 individer av nominatformen. Eftersom de är begränsade till ett mycket litet område och saknar genetisk variation kräver den bevarandeåtgärder som bland annat kan innebära återinförsel i delar av dess tidigare utbredningsområde.